# Michael Goldenberg
Michael Goldenberg (* 1965 in den USA) ist ein US-amerikanischer Drehbuchautor und Regisseur.

## Leben
Nach seinem Universitätsabschluss an der Carnegie Mellon University schrieb er das Drehbuch zu dem Drama Das Rosenbett mit Mary Stuart Masterson und Christian Slater in den Hauptrollen, bei dem er auch Regie führte. Danach war er mitbeteiligt am Drehbuch des Films Contact von Robert Zemeckis, der ihm prompt mit seinem Kollegen James V. Hart eine Nominierung für den Saturn Award in der Kategorie Best Writer einbrachte. Er co-adaptierte 2003 beim Kinderfilm Peter Pan von Regisseur P. J. Hogan.
Goldenberg wurde 2004 von Warner Bros. engagiert um das Szenario für Harry Potter und der Orden des Phönix zu verfassen. Für seine Leistung wurde er 2008 für den Saturn Award nominiert, konnte aber wieder nicht gewinnen. Zuletzt schrieb er das Drehbuch Green Lantern, das von Martin Campbell verfilmt wird.

## Filmografie
- 1996: Das Rosenbett (Regisseur und Autor)
- 1997: Contact (Autor)
- 2003: Peter Pan (Autor)
- 2007: Harry Potter und der Orden des Phönix (Autor)
- 2011: Green Lantern (Autor)
- 2020: Artemis Fowl (Autor)